# Districtele Turkmenistanului
Provinciile (welaýatlar, singular welaýat) statului turkmen și orașul Așgabat sunt la rândul lor divizate în districte (în turkmenă etraplar, singular etrap). Districtele sunt conduse de un guvernator (în turkmenă hakim), numit direct de către președinte, conform articolelor 80-81 ale constituței statului.

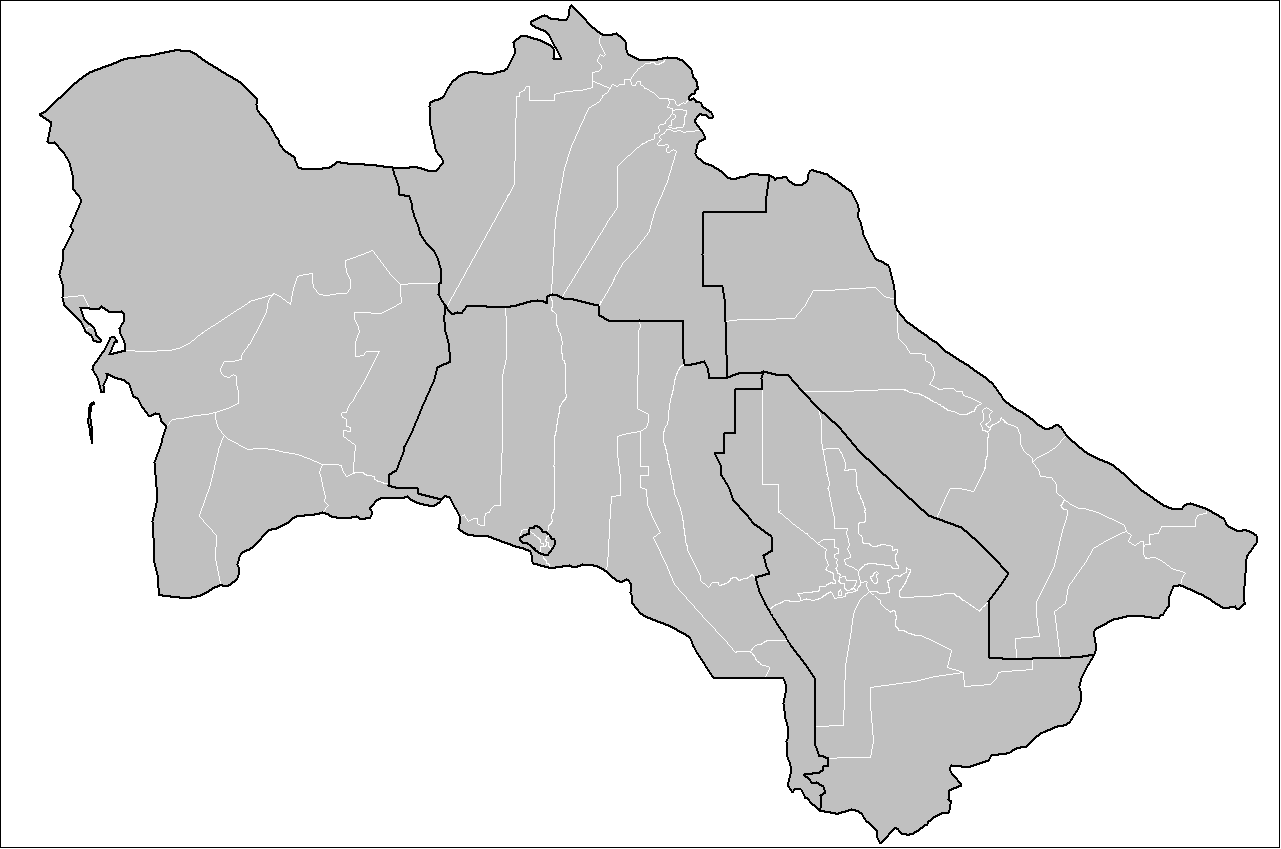
Districtele din Turkmenistan

Mai jos, sunt listate districtele după provinciile de care aparțin. Reședința de district e trecută în paranteze.

## Provincia Ahal
Provincia Ahal este divizată în 9 districte (etraplar) și 1 oraș cu statut de district (etrap hukukly șäher). Orașul Abadan (anterior Büzmeýin) a fost transferat orașului Așgabat în iunie 2013, devenind un district al acestuia. Prin aceeași Decizie a Parlamentului (nr. 405-IV din 24.05.2013) districtul Ruhabat a fost împărțit în două: localitatea Ruhabat și localitățile adiacente au fost transferate orașului Așgabat, formând de asemenea un district. Restul districtului a fost denumit Derweze.
- Tejen - oraș (a primit statut de district la 3 februarie 2008)
- Ak bugdaý (Änew) - anterior districtul Gäwers
- Altyn asyr (Altyn asyr) - district constituit la 23 august 2000, prin divizarea districtului Tejen
- Babadaýhan (Babadaýhan)
- Baharly (Baharly) - anterior districtul Bäherden
- Gökdepe (Gökdepe)
- Kaka (Kaka)
- Derweze (G. Orazow adyndaky) - anterior districtul Ruhabat (până în octombrie 2001 districtul Așgabat)
- Sarahs (Sarahs)
- Tejen (Tejen)